# Back to the Future: The Game
| Gra             | GameRankings | Metacritic |
| --------------- | ------------ | ---------- |
| It's About Time | 80,15%       | 74/100     |
| Get Tannen!     | 76,86%       | 74/100     |
| Citizen Brown   | 75,57%       | 71/100     |
| Double Visions  | 73,64%       | 71/100     |
| Outatime        | 78,92%       | 75/100     |

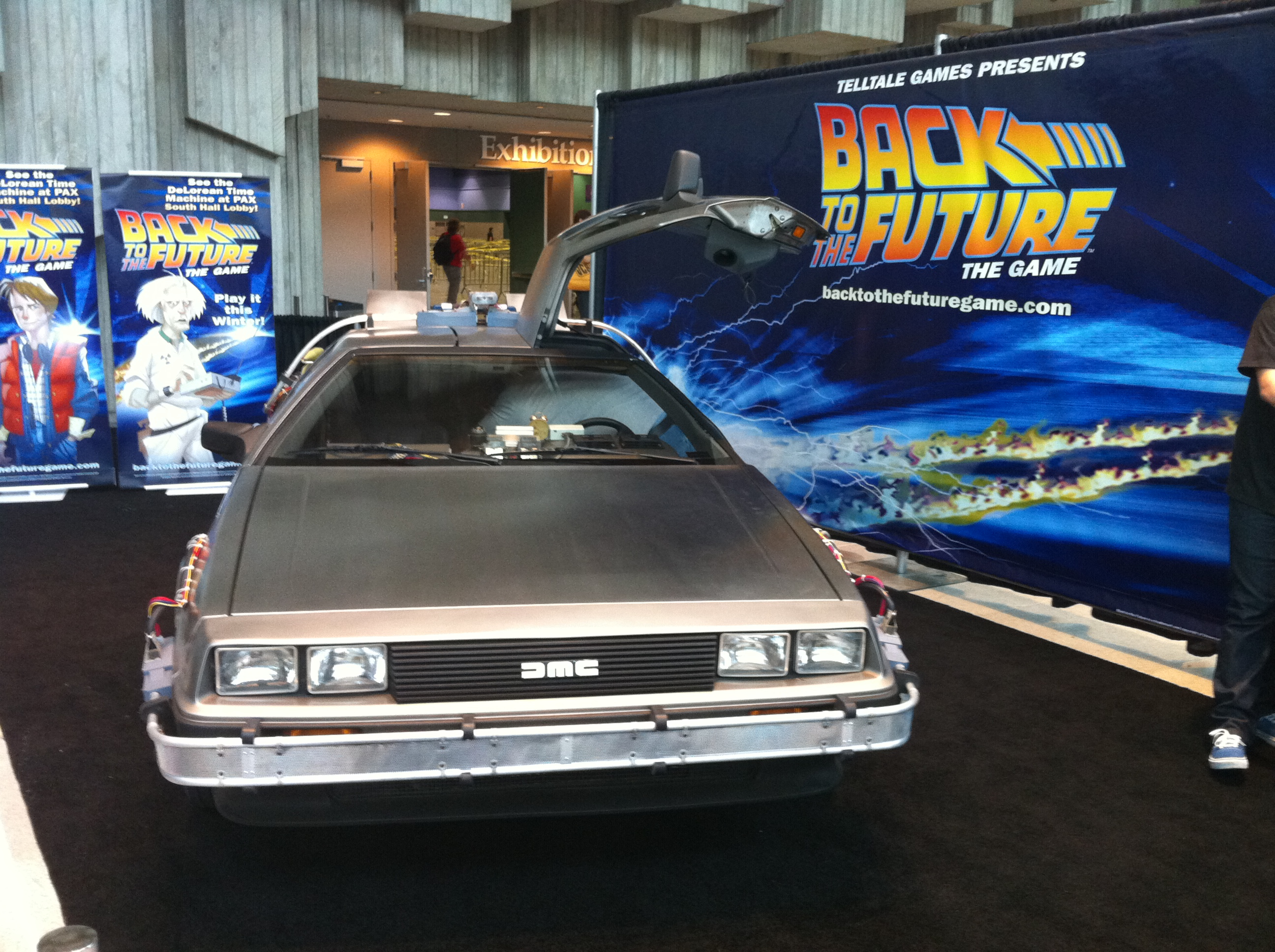
Wehikuł czasu z gry

Back to the Future: The Game – komputerowa gra przygodowa typu „wskaż i kliknij”, wyprodukowana i wydana w pięciu częściach w okresie od 22 grudnia 2010 roku do 23 czerwca 2011 roku przez studio Telltale Games na platformy Microsoft Windows i OS X, a nieco później także na PlayStation 3, Wii oraz iPada. Oparta jest na serii filmów Powrót do przyszłości. Współtwórca trylogii filmowej, Bob Gale, pomagał studiu Telltale Games w tworzeniu fabuły gry. Aktorzy Michael J. Fox i Christopher Lloyd wyrazili zgodę na wykorzystanie swoich wizerunków dla głównych bohaterów: Marty'ego McFlya i dr. Emmetta Browna. Lloyd użyczył również doktorowi głosu, do roli Marty'ego zaangażowano nowego aktora, A.J Locascio; Michael J. Fox podłożył później głos pod dwie drugoplanowe postacie w ostatnim epizodzie.

## Rozgrywka
Back to the Future: The Game to komputerowa gra przygodowa, w której gracz kontrolując Marty'ego eksploruje trójwymiarowe środowisko używając klawiatury, myszy lub kontrolera do poruszania postacią. Gracz może badać przedmioty, rozmawiać z bohaterami niezależnymi oraz wykonywać określone czynności w celu rozwiązywania zagadek i robienia postępów w grze. Niektóre przedmioty mogą zostać podniesione i przechowane w ekwipunku Marty'ego, a później użyte z innymi postaciami czy przedmiotami. Gra dostarcza listę obecnych celów do wykonania. Gracz może użyć systemu podpowiedzi, który najpierw udziela ogólnej wskazówki, a w końcu podaje kompletny opis rozwiązania danego problemu.

## Lista epizodów
- It's About Time
- Get Tannen!
- Citizen Brown
- Double Visions
- Outatime